# فيكتور شولشر
فيكتور شولشر (22 يوليو 1804 - 25 ديسمبر 1893) كان ناشطًا فرنسيًا في مجال إلغاء العبودية، وكاتبًا وسياسيًا وصحفيًا، اشتهر بدوره القيادي في إلغاء العبودية في فرنسا عام 1848 خلال الجمهورية الثانية.

## النشأة
ولد شولشر في باريس في 22 يوليو عام 1804. كان والده مارك شولشر (1766–1832) صاحب مصنع للخزف من فيسنايم في ألزس. ووالدته فيكتوار جاكوب (1767–1839) من مدينة مو في سين ومرن كانت تعمل في غسيل الملابس في باريس وقت زواجها. وجرى تعميده في كنيسة سان لوران في 9 سبتمبر عام 1804.
التحق بمدرسة لويس الكبير الثانوية في عام 1818، لكنه تركها بعد عام واحد وبدأ العمل في مصنع الخزف الخاص بالعائلة في شارع فوبورغ سان دوني. وفي سنوات مراهقته أصبح شولشر معارضًا لملكية آل بوربون أثناء تردده على الصالونات الأدبية والسياسية في باريس. وفي عام 1820 عندما كان عمره 16 عامًا انضم إلى الماسونية، وجرى قبوله في المحفل الباريسي ليز أمي دو لا فيريتيه (أصدقاء الحقيقة - الشرق الكبير في فرنسا) والذي كان في ذلك الوقت مسيسًا بشدة، عدا عن كونه ثوريًا بشكل علني. وانتقل لاحقًا إلى محفل باريسي آخر هو لا كليمانت أميتي.

## إلغاء العبودية
في عام 1828 أرسله والده في رحلة مدتها ثمانية عشر شهرًا إلى أمريكا، كممثل تجاري لشركة العائلة. وأثناء وجوده في القارة زار المكسيك وكوبا وجنوب الولايات المتحدة. وخلال هذه الرحلة اتطلع كثيرًا على العبودية، وبدأ حياته المهنية ككاتب مؤيد لإلغاء العبودية، وعاد إلى فرنسا في عام 1830، ونشر أول كتاباته في مجلة روفو دو باري، وهي مقالة بعنوان («حول السود»)، حيث اقترح الإلغاء التدريجي للعبودية. وورث شولشر شركة العائلة بعد وفاة والده في عام 1832، لكنه باعها ليكرس نفسه لعمله الداعي إلى إلغاء العبودية. وفي السنوات التالية سافر عبر أوروبا، وفي عام 1840 ذهب إلى جزر الهند الغربية لمواصلة دراسة العبودية ونتائج إلغائها في المستعمرات البريطانية. وبعد ذلك ذهب إلى مصر واليونان وتركيا، حيث درس العبودية عند الإسلام، وأخيرًا إلى غرب أفريقيا، وسافر عبر السنغال وغامبيا بين سبتمبر عام 1847 ويناير عام 1848.
بفضل معرفته بالعبودية التي اكتسبها خلال رحلاته، أصبح شولشر مدافعًا عن التحرير الفوري للعبيد، ولم يعد يدعم العملية التدريجية لتحريرهم. نشر هذه الأفكار في كتاب («من المستعمرات الفرنسية: الإلغاء الفوري للعبودية») في عام 1842 بعد عودته من جزر الهند الغربية. وكان عضوًا في («الجمعية الفرنسية لإلغاء العبودية») التي تأسست عام 1834، على غرار المجتمعات البريطانية المعاصرة المؤيدة لإلغاء العبودية. وبعد أوائل ثلاثينيات القرن التاسع عشر أصبح أيضًا ناشطًا جمهوريًا في فرنسا، وكان أحد مؤسسي الصحيفة التقدمية لا ريفورم في عام 1843، والتي كان مساهمًا منتظمًا فيها.
تحدث شولشر بالتفصيل عن الإصلاحات الاجتماعية والاقتصادية والسياسية التي يعتقد أنها ستكون ضرورية لمستعمرات الكاريبي بعد إلغاء العبودية. وقال إن إنتاج السكر يمكن أن يستمر، على الرغم من أنه ينبغي ترشيده من خلال بناء مصانع مركزية كبيرة، وعارض تركيز ملكية الأراضي. كما كان شولشر أول مؤيد أوروبي لإلغاء العبودية يزور هايتي بعد استقلالها، وكان له تأثير كبير على حركات إلغاء العبودية في جميع جزر الهند الغربية الفرنسية. وقد عارض الديون المحصلة من الهايتيين حيث سعى أصحاب العبيد الفرنسيين للحصول على تعويضات عن ممتلكاتهم التي فقدوها في الثورة الهايتية.